# سيف غوجيان
سيف غوجيان (بالصينية: 越王勾践剑) هو سيف برونزي من القصدير، يشتهر بالحدة غير العادية والتصميم المعقد ومقاومة الصدأ التي نادرًا ما تُرى في القطع الأثرية من نفس العمر. يُنسب السيف عمومًا إلى غوجيان، أحد آخر ملوك يو خلال عصر الربيع والخريف.
في عام 1965، تم العثور على السيف في مقبرة قديمة في هوبي. وهو حاليًا في حوزة متحف مقاطعة هوبى. في عام 1994، تعرض السيف للضرر على يد عامل أثناء إعارته لسنغافورة، ومنذ ذلك الحين حظرت الصين عرض السيف في الخارج.

## اكتشافه
في عام 1965، أثناء إجراء مسح أثري على طول القناة الرئيسية الثانية لخزان نهر تشانغ في جينغتشو هوبى، تم اكتشاف سلسلة من المقابر القديمة في مقاطعة جيانجلينج. بدأ الحفر في منتصف أكتوبر 1965، وانتهى في يناير 1966، وكشف في النهاية عن أكثر من خمسين مقبرة قديمة لولاية تشو.
تم العثور على أكثر من 2000 قطعة أثرية من المواقع، بما في ذلك سيف برونزي مزخرف، تم العثور عليه داخل تابوت مع هيكل عظمي بشري. تم اكتشاف النعش في ديسمبر 1965، في موقع وانجشان رقم 1، 7 كيلومتر (4.3 ميل) من أنقاض ينج، والتي تسمى حاليًا جينانتشنغ، وهي عاصمة قديمة لولاية تشو.
تم العثور على السيف مغمدًا في غمد خشبي مطلي بطلاء اللك الأسود. كان الغمد مناسبًا ومحكم جداً لكتلة السيف. كشف نزع الغلاف عن السيف عن شفرة سليمة، على الرغم من نقع المقبرة في المياه الجوفية لأكثر من 2000 عام.

## التحقق

جزء من النص القديم `` صنع لملك يو شخصيًا ``(越王 自 作).

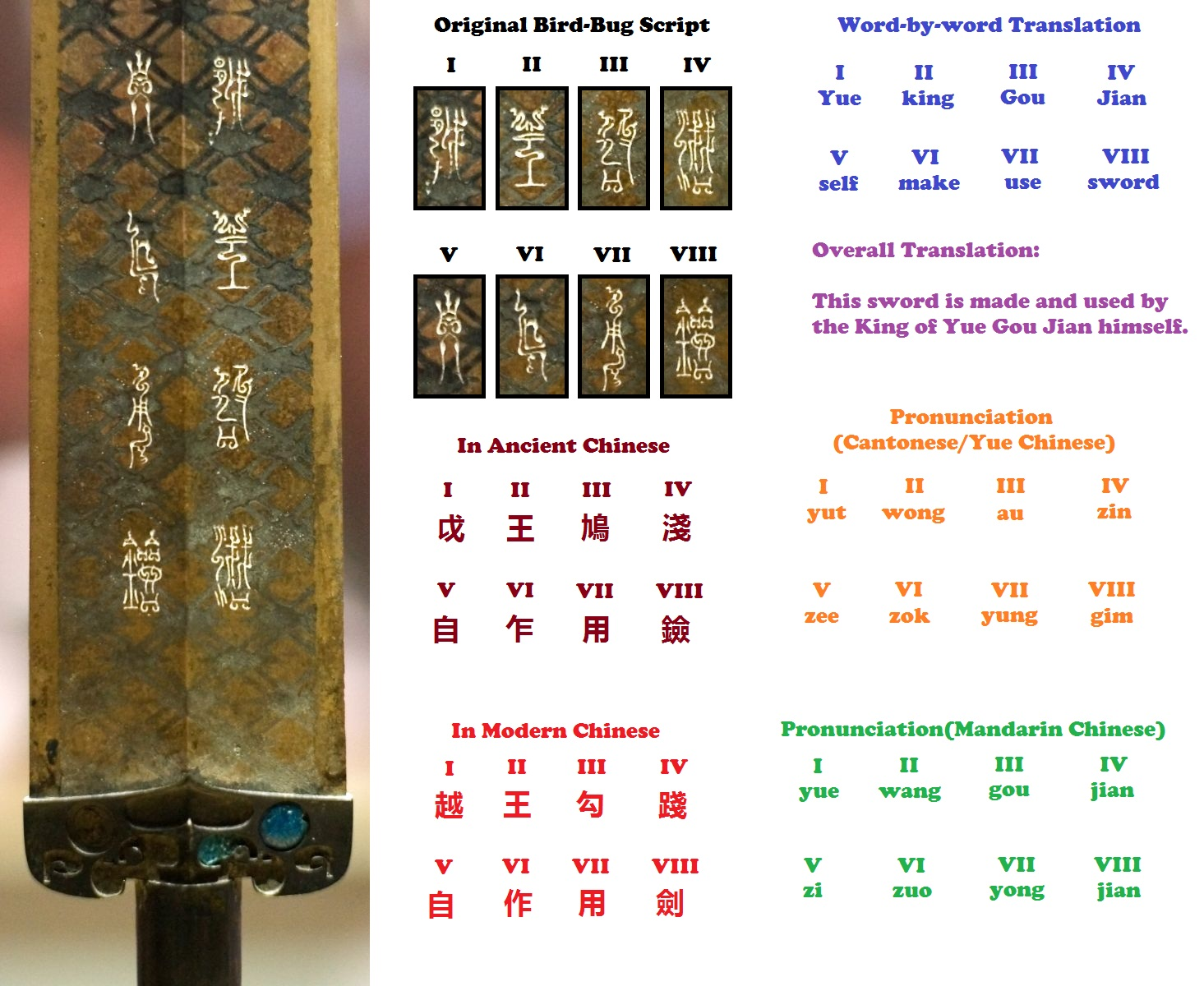
فك رموز النصوص على سيف غوجيان

على جانب واحد من الشفرة، يظهر عمودين من النص. ثمانية أحرف مكتوبة بخط قديم، يُعرف الآن باسم نص ختم دودة الطيور (حرفياً «أحرف الطيور والديدان»)، وهو نوع مختلف من نص الأختام. قام التحليل الأولي للنص بفك رموز ستة من الكلمات، «ملك يو» و «صنع هذا السيف لاستخدامه الشخصي». تم افتراض أن الحرفين المتبقيين هما اسم ملك يو الخاص.
من أصل السيف في 510 قبل الميلاد إلى زوال المملكة على يد تشو في 334 قبل الميلاد، حكم تسعة ملوك يوي، بما في ذلك غوجيان، لو تشنغ، بو شو، وتشو قوه. أثارت هوية الملك المذكورة في نقش السيف جدلا بين علماء الآثار وعلماء اللغة الصينية. تم إجراء المناقشة في الغالب عبر الرسائل، وشارك فيها علماء مشهورون مثل قوه مورو. بعد أكثر من شهرين النقاش، قام الخبراء في تشكيل إجماع على أن المالك الأصلي للسيف كان غوجيان.

## بنية السيف
يبلغ طول سيف غوجيان 55.6 سنتيمتر (21.9 بوصة) في الطول، بما في ذلك 8.4 سنتيمتر (3.3 بوصة) طول المقبض. عرض النصل 4.6 سنتيمتر (1.8 بوصة) يشكل قاعدة واسعة. يزن السيف 875 غرام (30.9 أونصة). إضافتاً إلى النمط المعين الداكن المتكرر على جانبي النصل، هناك زخارف من البلورات الزرقاء والفيروز. يتم ربط قبضة السيف بالحرير، بينما تتكون الحلق من إحدى عشرة دائرة متحدة المركز.

### التركيب الكيميائي
لا يزال سيف غوجيان يمتلك نصلًا حادًا ولا يظهر عليه أي علامات على التشوه. لفهم السبب، استخدم العلماء في جامعة فودان والأكاديمية الصينية للعلوم معدات حديثة لتحديد التركيب الكيميائي للسيف، كما هو موضح في الجدول أدناه.

#### كمية العناصر بالنسبة المئوية
| فحص الجزء       | نحاس | تين  | قيادة | حديد | كبريت | الزرنيخ |
| --------------- | ---- | ---- | ----- | ---- | ----- | ------- |
| شفرة            | 80.3 | 18.8 | 0.4   | 0.4  | -     | أثر     |
| نمط أصفر        | 83.1 | 15.2 | 0.8   | 0.8  | -     | أثر     |
| نمط الظلام      | 73.9 | 22.8 | 1.4   | 1.8  | أثر   | أثر     |
| أحلك المناطق    | 68.2 | 29.1 | 0.9   | 1.2  | 0.5   | أثر     |
| حافة            | 57.3 | 29.6 | 8.7   | 3.4  | 0.9   | أثر     |
| التلال المركزية | 41.5 | 42.6 | 6.1   | 3.7  | 5.9   | أثر     |

يتكون جسم النصل بشكل أساسي من النحاس، مما يجعلها أكثر مرونة وأقل عرضة للكسر؛ تحتوي الحواف على محتوى أكبر من القصدير، مما يجعلها أكثر صعوبة وقدرة على الاحتفاظ بحافة أكثر حدة؛ يقلل الكبريت من فرصة تشويه الأنماط.
من المحتمل أن التركيب الكيميائي، جنبًا إلى جنب مع الغمد شبه المحكم للهواء، أدى إلى حالة حفظ استثنائية.

## التلف
أثناء إعارته إلى سنغافورة للعرض كجزء من معرض التبادل الثقافي في عام 1994، قام عامل بطريق الخطأ بصدم الغطاء الحافظ للسيف، مما أدى إلى 7 مليمتر (0.28 بوصة) صدع في السيف. منذ ذلك الحين، لم تسمح الصين بإخراج السيف من البلاد، وفي عام 2013 وضعت السيف رسميًا على قائمة الآثار الثقافية الصينية المحظور عرضها في الخارج.